# Sarceaux
Sarceaux est une commune française, située dans le département de l'Orne en région Normandie, peuplée de 1 047 habitants.

## Géographie
La commune est en plaine d'Argentan. Son bourg est à 3 km au sud-ouest d'Argentan, à 7 km à l'est d'Écouché et à 14 km au nord-ouest de Mortrée.
| Moulins-sur-Orne, Goulet | Argentan | Argentan                                     |
| Fontenai-sur-Orne        | Sarceaux | Argentan                                     |
| Fleuré                   | Fleuré   | Argentan, Boischampré (comm. dél. de Vrigny) |

### Hydrographie
La commune est située dans le bassin Seine-Normandie. Elle est drainée par l'Orne, la Baize, l'Houay, des bras de la Baize et divers autres petits cours d'eau,.
L'Orne, d'une longueur de 170 km, prend sa source dans la commune d'Aunou-sur-Orne et se jette  dans l'embouchure de l'Orne à Merville-Franceville-Plage, après avoir traversé 60 communes.
La Baize, un canal, chenal et cours d'eau naturel non navigable d'une longueur de 15 km, prend sa source dans la commune de Boischampré et se jette  dans l'Orne en rive gauche à Écouché-les-Vallées, après avoir traversé quatre communes.
L'Houay, d'une longueur de 13 km, prend sa source dans la commune de Ri et se jette  dans l'Orne en limite de Moulins-sur-Orne et de Monts-sur-Orne, face à Sarceaux, après avoir traversé six communes.

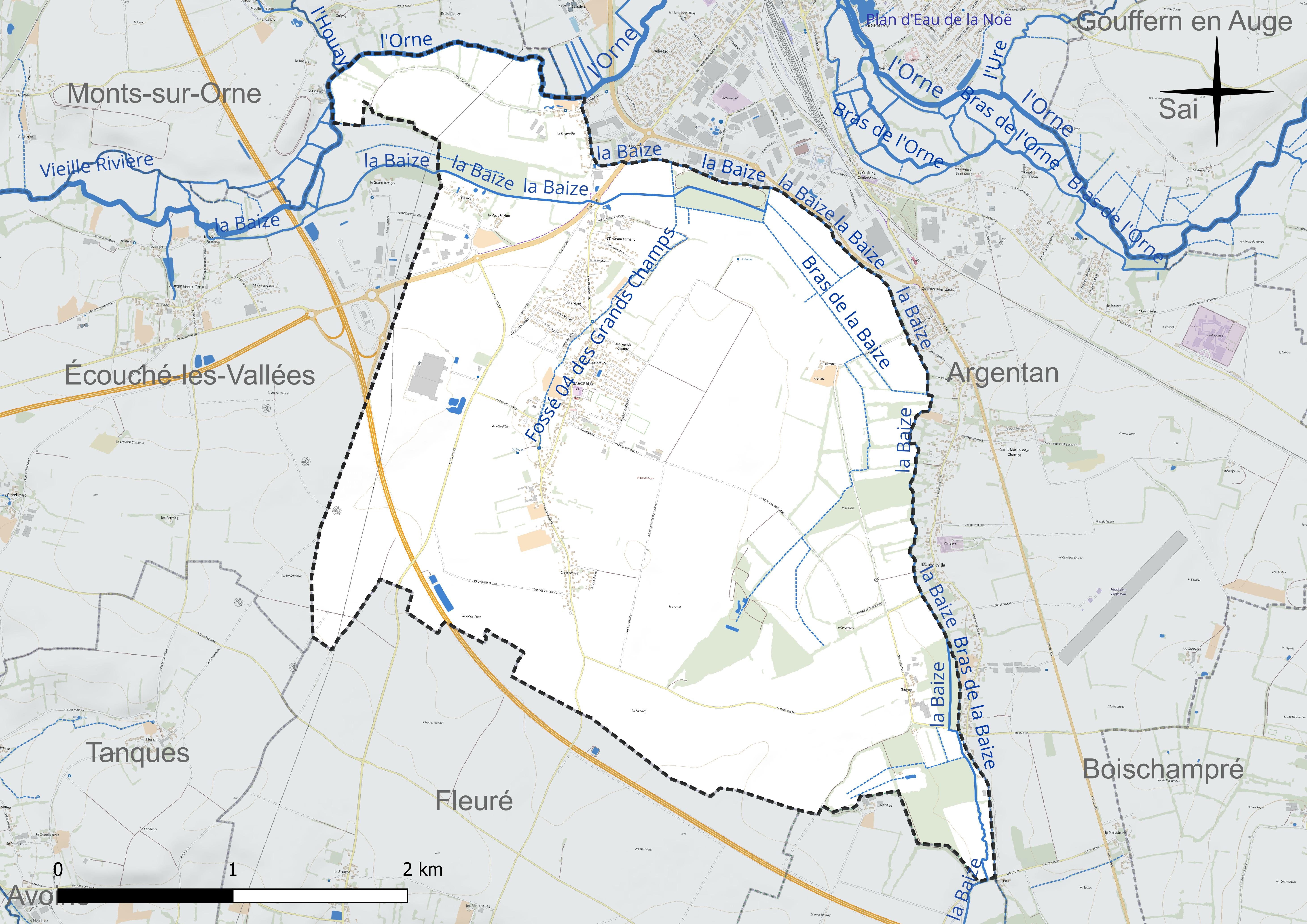
Réseau hydrographique de Sarceaux.

### Climat
Pour des articles plus généraux, voir Climat de la Normandie et Climat de l'Orne.
En 2010, le climat de la commune est de type climat océanique dégradé des plaines du Centre et du Nord, selon une étude du CNRS s'appuyant sur une série de données couvrant la période 1971-2000. En 2020, Météo-France publie une typologie des climats de la France métropolitaine dans laquelle la commune est exposée à un climat océanique et est dans la région climatique Normandie (Cotentin, Orne), caractérisée par une pluviométrie relativement élevée (850 mm/a) et un été frais (15,5 °C) et venté. Parallèlement le GIEC normand, un groupe régional d’experts sur le climat, différencie quant à lui, dans une étude de 2020, trois grands types de climats pour la région Normandie, nuancés à une échelle plus fine par les facteurs géographiques locaux. La commune est, selon ce zonage, exposée à un « climat des plateaux abrités », se caractérisant par une pluviométrie et des contraintes thermiques modérées mais aussi, par effet de continentalité, des températures plus contrastées qu'au nord dans la plaine de Caen, avec communément 10 à 15 jours par an de plus de froid en hiver et de chaleur en été.
Pour la période 1971-2000, la température annuelle moyenne est de 10,4 °C, avec une amplitude thermique annuelle de 13,6 °C. Le cumul annuel moyen de précipitations est de 745 mm, avec 12,1 jours de précipitations en janvier et 7,5 jours en juillet. Pour la période 1991-2020, la température moyenne annuelle observée sur la station météorologique la plus proche, située sur la commune d'Argentan à 3 km à vol d'oiseau, est de 11,1 °C et le cumul annuel moyen de précipitations est de 691,9 mm,. Pour l'avenir, les paramètres climatiques de la commune estimés pour 2050 selon différents scénarios d’émission de gaz à effet de serre sont consultables sur un site dédié publié par Météo-France en novembre 2022.

## Urbanisme

### Typologie
Au 1er janvier 2024, Sarceaux est catégorisée bourg rural, selon la nouvelle grille communale de densité à sept niveaux définie par l'Insee en 2022.
Elle appartient à l'unité urbaine d'Argentan, une agglomération intra-départementale regroupant deux  communes, dont elle est une commune de la banlieue,,. Par ailleurs la commune fait partie de l'aire d'attraction d'Argentan, dont elle est une commune de la couronne,. Cette aire, qui regroupe 50 communes, est catégorisée dans les aires de moins de 50 000 habitants,.

### Occupation des sols
L'occupation des sols de la commune, telle qu'elle ressort de la base de données européenne d’occupation biophysique des sols Corine Land Cover (CLC), est marquée par l'importance des territoires agricoles (91,2 % en 2018), en diminution par rapport à 1990 (95,5 %). La répartition détaillée en 2018 est la suivante : 
terres arables (59 %), prairies (32,2 %), zones urbanisées (6,2 %), zones industrielles ou commerciales et réseaux de communication (2,6 %). L'évolution de l’occupation des sols de la commune et de ses infrastructures peut être observée sur les différentes représentations cartographiques du territoire : la carte de Cassini (XVIIIe siècle), la carte d'état-major (1820-1866) et les cartes ou photos aériennes de l'IGN pour la période actuelle (1950 à aujourd'hui).

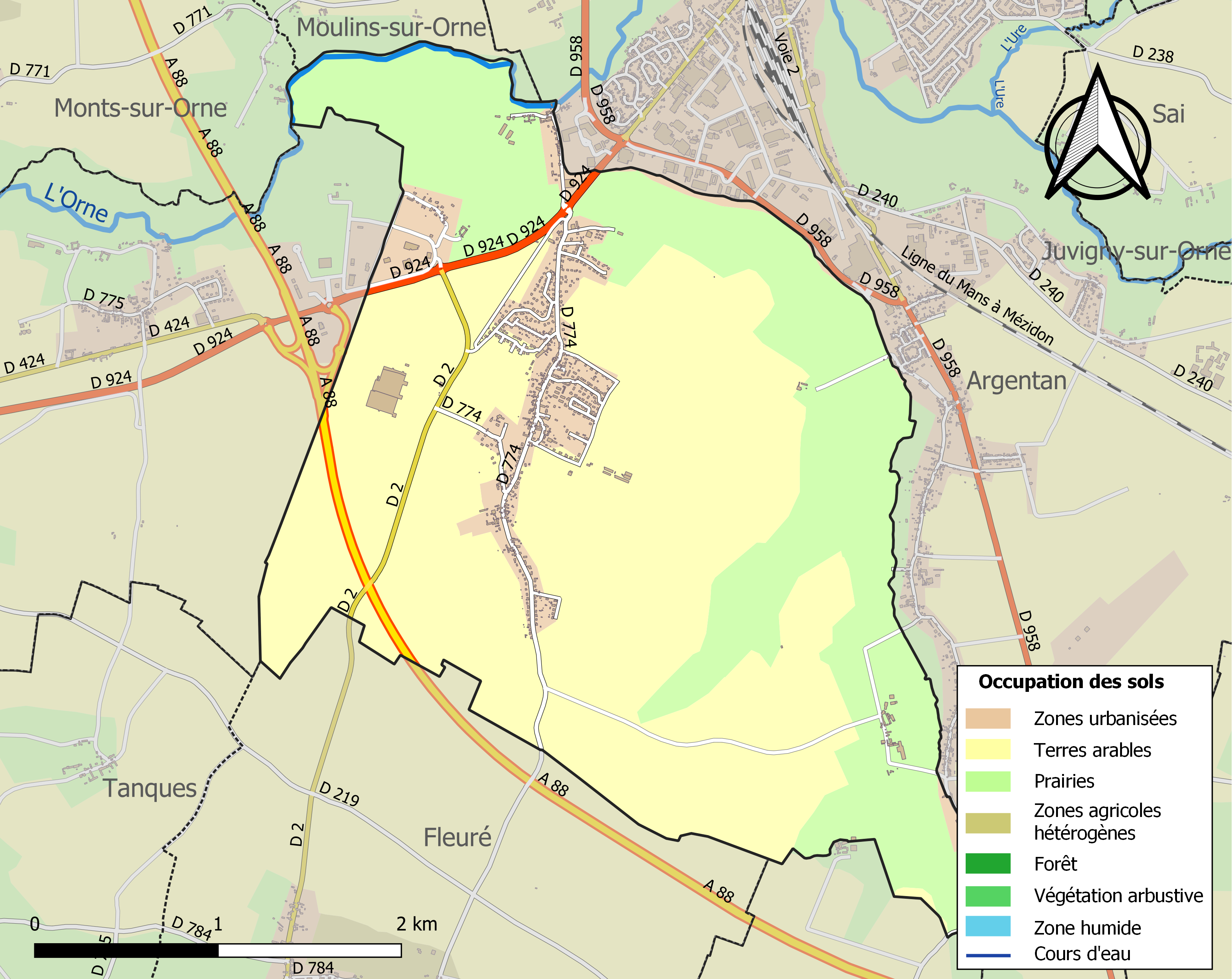
Carte des infrastructures et de l'occupation des sols de la commune en 2018 (CLC).

## Toponymie
Le nom de la localité est attesté sous la forme Sarcheu en 1259.
Sarcheu (en 1259) : cercueil, tombeau, sépulcre.
Sarceaux se serait formé à partir du latin circellus (« petit cercle ») et évoquerait une courbure, un terrain ou une agglomération en courbe. La topographie du lieu est marquée par la courbe régulière que forme l'Orne et son affluent la Baize ainsi que par le relief en abord, mais on ne peut pas affirmer que cette étymologie en résulte.
Le gentilé est Sarcellien,.

## Politique et administration
| Période                                  | Période   | Identité        | Étiquette | Qualité             |
| ---------------------------------------- | --------- | --------------- | --------- | ------------------- |
| 1995                                     | mars 2008 | Jacques Peltier |           | Conducteur de train |
| mars 2008                                | mai 2020  | Jacques Gréard  | SE        | Enseignant          |
| mai 2020                                 | En cours  | Patrick Claeys  | SE        | Retraité            |
| Les données manquantes sont à compléter. |           |                 |           |                     |

Le conseil municipal est composé de quinze membres dont le maire et quatre adjoints.

## Démographie
L'évolution du nombre d'habitants est connue à travers les recensements de la population effectués dans la commune depuis 1793. Pour les communes de moins de 10 000 habitants, une enquête de recensement portant sur toute la population est réalisée tous les cinq ans, les populations de référence des années intermédiaires étant quant à elles estimées par interpolation ou extrapolation. Pour la commune, le premier recensement exhaustif entrant dans le cadre du nouveau dispositif a été réalisé en 2004.
En 2022, la commune comptait 1 047 habitants, en évolution de −0,85 % par rapport à 2016 (Orne : −3,21 %, France hors Mayotte : +2,11 %).
| 1793 | 1800 | 1806 | 1821 | 1836 | 1841 | 1846 | 1851 | 1856 |
| ---- | ---- | ---- | ---- | ---- | ---- | ---- | ---- | ---- |
| 392  | 320  | 396  | 246  | 406  | 404  | 392  | 384  | 363  |

| 1861 | 1866 | 1872 | 1876 | 1881 | 1886 | 1891 | 1896 | 1901 |
| ---- | ---- | ---- | ---- | ---- | ---- | ---- | ---- | ---- |
| 361  | 351  | 312  | 280  | 294  | 282  | 272  | 240  | 245  |

| 1906 | 1911 | 1921 | 1926 | 1931 | 1936 | 1946 | 1954 | 1962 |
| ---- | ---- | ---- | ---- | ---- | ---- | ---- | ---- | ---- |
| 265  | 298  | 302  | 302  | 296  | 302  | 401  | 360  | 380  |

| 1968 | 1975 | 1982 | 1990 | 1999 | 2004 | 2006 | 2009 | 2014  |
| ---- | ---- | ---- | ---- | ---- | ---- | ---- | ---- | ----- |
| 460  | 574  | 636  | 820  | 845  | 889  | 919  | 903  | 1 011 |

| 2019  | 2022  | - | - | - | - | - | - | - |
| ----- | ----- | - | - | - | - | - | - | - |
| 1 039 | 1 047 | - | - | - | - | - | - | - |

## Économie
Le Groupe Agrial dispose d'une plate-forme logistique de 30 000 m2 à Sarceaux. Ce site emploie plus d'une centaine de salariés. Il permet d’approvisionner 230 magasins de proximité (Point vert), répartis sur le territoire de la coopérative agricole.

## Lieux et monuments
- Église Saint-Martin du XIIe siècle. Elle abrite trois retables des XVIe et XVIIe et trois statues du XVIIe classés au titre objet aux monuments historiques[38].
- Ancienne chapelle Saint-Marc de Grogny.
- Manoir des XVe et XVIe siècles[39].
- Tumulus de la butte du Houx.

## Activité et manifestations

### Jumelages
- East Hendred (Royaume-Uni) depuis 1997.
- West Hendred (Royaume-Uni) depuis 1997.

### Sports
L'Association sportive Sarceaux Espoir (ASSE) fait évoluer une équipe de football en ligue de Basse-Normandie et une deuxième équipe en division de district.